# Laskówiec
Laskówiec – jedna z dzielnic Konina, osiedle domków jednorodzinnych. Znajduje się we wschodniej części miasta, przy drodze do Lichenia i Kramska. Znajduje się tam kościół pw. bł. Jerzego Matulewicza, którego budowę rozpoczął ks. Paweł Szudzik w 1998 roku.